# Miłogost Reczek

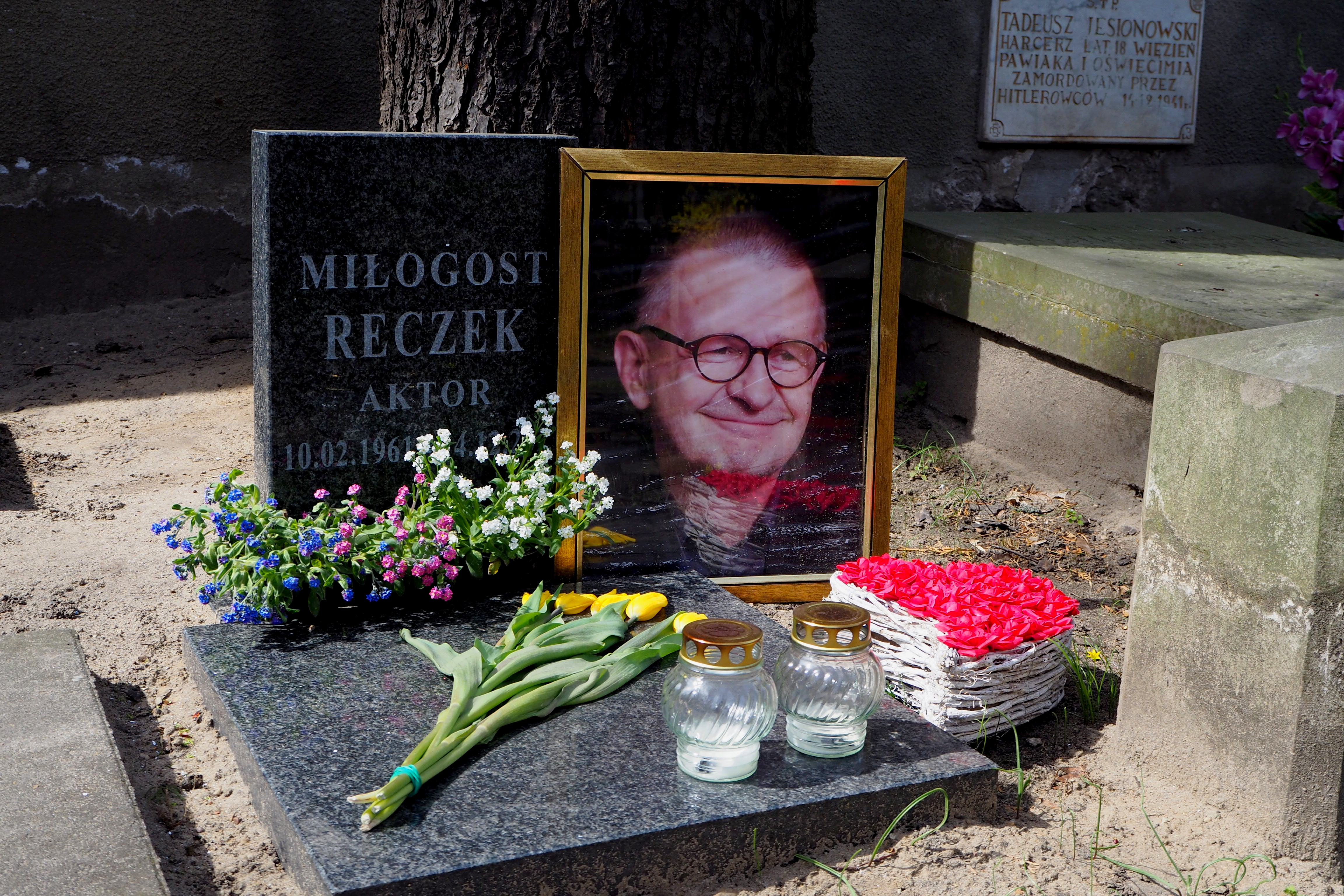
Grab von Miłogost Reczek auf dem Evangelisch-Augsburgischen Friedhof in Warschau

Milogost Reczek (* 10. Februar 1961 in Breslau; † 14. Dezember 2021 ebenda) war ein polnischer Schauspieler und Synchronsprecher.

## Leben und Wirken
Milogost Reczek wuchs in Breslau auf, wo er zeitlebens wohnte.
Er absolvierte seine Schauspielausbildung an der Ludwik-Solski-Academy of the Dramatic Arts in Krakau. Ab 1984 wirkte er als Schauspieler in mehr als 70 Film-und-Fernsehproduktionen mit.
Als Synchronsprecher war Reczek an vielen Produktionen beteiligt. So sprach er Videospiele wie beispielsweise Lego Star Wars II: Die klassische Trilogie und war die polnische Stimme von Homer Simpson in Die Simpsons – Der Film, von Felix the Cat, von Mr. Garrison in der Serie South Park und sprach verschiedene Figuren in dem Film Die Monster AG. Er sprach auch mehrere Figuren in verschiedenen anderen Animationsfilmen und Zeichentrickserien.
Reczek war mit der Schauspielerin Monika Szalaty (* 1970) verheiratet. Er starb am 14. Dezember 2021 im Alter von 60 Jahren an einem Multiplen Myelom.